# Cneorella
Cneorella is een geslacht van kevers uit de familie bladkevers (Chrysomelidae).
De wetenschappelijke naam van het geslacht werd in 1981 gepubliceerd door Medvedev & Dang Tkhi Dap.

## Soorten
- Cneorella bicoloripennis Lopatin, 2003
- Cneorella chapaensis Medvedev & Dang, 1981
- Cneorella cyanea Medvedev & Dang, 1981
- Cneorella flavipes Medvedev, 2000
- Cneorella kantneri Bezdek, 2005
- Cneorella kimotoi Bezdek, 2005
- Cneorella laosensis Kimoto, 1989
- Cneorella medvedevi Bezdek, 2005
- Cneorella phuphanensis Bezdek, 2005
- Cneorella vietnamica Medvedev & Dang, 1981
- Cneorella zdenka Bezdek, 2005